# Hipposideros abae
Hipposideros abae är en fladdermusart som beskrevs av J. A. Allen 1917. Hipposideros abae ingår i släktet Hipposideros och familjen rundbladnäsor. IUCN kategoriserar arten globalt som livskraftig. Inga underarter finns listade i Catalogue of Life.
Denna fladdermus förekommer i Afrika från Guinea-Bissau till Uganda. Arten vistas i låglandet och i bergstrakter upp till 1000 meter över havet. Habitatet utgörs av savanner och av landskap där skogen avverkades. Individerna vilar i grottor, i bergssprickor och i liknande gömställen men inte i byggnader.
Arten blir med svans 87 till 107 mm lång, svanslängden är 28 till 40 mm och två exemplar vägde 17 respektive 19 g. Hipposideros abae har 54 till 64 mm långa underarmar, en vingspann av cirka 320 mm, 7 till 13 mm långa bakfötter och 18 till 24 mm långa öron. Hipposideros abae byter pälsfärg under årets lopp. I den mörka varianten är ovansidan sotbrun med ljusare huvud, hals och axlar. På undersidan förekommer ljusbrun päls med en gul skugga. Den röda varianten har kanelbrun till kastanjebrun päls på ovansidan med gulbruna axlar och undersidan är likaså rödaktig eller ljusbrun. Arten har liksom andra släktmedlemmar hudflikar (bladet) på näsan med en central rund del samt tre mindre flikar.
Vid viloplatsen bildas större flockar eller kolonier med några hundra eller över tusen medlemmar. De är i sina gömställen ganska aktiva och flyger ibland kortare sträckor. Honor bildar antagligen inga egna kolonier när de har ungar. I östra delen av utbredningsområdet föds ungarna främst i mars. Äldre ungdjur matas troligen med insekter.